# Макс Кюне
Макс Кюне (Max Kühne; 19 травня 1872, Кіль — 12 січня 1961, Бад-Гомбург) — німецький офіцер, контрадмірал крігсмаріне.

## Біографія
14 квітня 1890 року вступив у кайзерліхмаріне. Учасник Першої світової війни. 25 березня 1919 року звільнений у відставку.
1 березня 1941 року переданий в розпорядження крігсмаріне і призначений суддею призового суду Берліна. З 11 лютого 1942 року — імперський комісар призового суду Гамбурга. 1 жовтня 1942 року переданий в розпорядження командувача-адмірала військово-морської станції «Нордзе», а 31 жовтня звільнений у відставку.

## Звання
- Кадет (14 квітня 1890)
- Морський кадет (7 квітня 1891)
- Унтерлейтенант-цур-зее (22 травня 1893)
- Лейтенант-цур-зее (19 серпня 1896)
- Оберлейтенант-цур-зее (1 січня 1899)
- Капітан-лейтенант (15 квітня 1902)
- Корветтен-капітан (30 березня 1908)
- Фрегаттен-капітан (27 січня 1913)
- Капітан-цур-зее (18 вересня 1915)
- Контрадмірал до розпорядження (1 вересня 1942)

## Нагороди
- Столітня медаль (22 березня 1897)
- Орден Червоного орла 4-го класу з короною
  - орден (17 січня 1909)
  - корона (8 листопада 1910)
- Орден Корони (Пруссія) 3-го класу (18 січня 1914)
- Хрест «За вислугу років» (Пруссія) (25 років)
- Залізний хрест 2-го і 1-го класу
- Почесний хрест ветерана війни з мечами